# 보령 학성리 공룡발자국화석
보령 학성리 공룡발자국화석(保寧 鶴城里 恐龍발자국化石)은 대한민국 충청남도 보령시에 있는 화석이다. 중생대 백악기 당시 충적선상지 부근에 접한 저평지의 담수 퇴적 환경에서 형성되었으며, 후에 일어난 지각변동에 의해 융기되고 계속 침식작용을 받아 이루어진 지형이다. 
2019년 1월 30일 문화재 지정예고를 거쳐, 2019년 5월 30일 충청남도의 기념물 제193호로 지정되었다.

## 지질
이 지역의 지질은 천수만 분지를 채우고 있는 중생대 백악기에 형성된 퇴적암층 천수만층(Kc)으로 이루어져 있다. 천수만 주변에 발달하고 있는 이 암석은 학성리 일대에서 역암, 사암, 자홍색 이암, 암회색 이암 등으로 구성되며, 학성리의 해안가에서 보이는 공룡의 족적화석들은 회색–암회색 이암 내지 셰일층에 나타나는데, 이들 지층이 매우 교란되어 양호한 족적들은 보기 어려우나 직경 약 25–30cm의 용각류 보행열을 보이고 있다. 또한 이들 족적을 갖는 지층 상위 층준들의 암회색– 암갈색의 사암–셰일층준에서는 탄화(炭化)되거나 압쇄된 형태의 다양한 식물화석 파편들이 발견되고 있는데 이들 파편들 중에는 원시 구과류(Cheirolepidaceae: 掌鱗杉科)에 속하는 Frenelopsis 의 줄기와 Brachyphyllum 의 엽편 구조를 보이는 것들이 포함되어 있다. 이들 화석군들은 하부 백악기의 중부–상부(Hauterivian– Barremian)의 시대를 지시하는 것이 주 특징인 점으로 미루어 경상 분지의 하산동층에 대비될 것으로 보인다.

## 지정 사유
보령 학성리 공룡발자국화석이 있는 천수만 층은 중생대 백악기 당시 충적선상지 부근에 접한 저평지의 담수 퇴적 환경에서 형성되었으며, 후에 일어난 지각변동에 의해 융기되고 계속 침식작용을 받아 현재와 같은 지형을 이루게 되었다.
맨삽지(밤섬) 부근의 작은 공간 내에 공룡발자국을 비롯하여 백악기 당시에 형성된 규모가 큰 건열 구조, 점이층리, 생환 화석 등의 다양한 퇴적 구조가 다양하게 발달되어 있다.
보령 학성리 공룡발자국화석은 특정한 환경 및 시대와 관련이 있기 때문에 생존환경, 생존시기 등 고환경을 해석하는데 귀중한 자료로 학술적 가치가 높을 뿐만 아니라, 맨삽지(밤섬) 부근에서는 교과서에서 다루는 여러 지질학적 자연현상을 직접 관찰할 수 있고 측정이 가능하다는 점에서 교육적 가치가 높다.

## 참고 문헌
- 보령 학성리 공룡발자국화석 - 국가유산청 국가유산포털